# Syma Khalid
Syma Khalid (nacido el 25 de diciembre de 1977) es una científica británica que es profesora de Microbiología Computacional en la Universidad de Oxford. Recibió el premio Suffrage Science en ingeniería y ciencias físicas en 2021.

## Primeros años y educación
Khalid creció en Wolverhampton (Inglaterra).Sus padres son paquistaníes e inmigrantes de primera generación en el Reino Unido. Su padre trabajaba como conductor de autobús y su madre como costurera. Estudió Química en la Universidad de Warwick y se licenció en 2000. Permaneció en Warwick para cursar sus estudios de posgrado y se incorporó al grupo de investigación de Mark Rodger. Su investigación doctoral se centró en simulaciones moleculares de ADN interactuando con helicomas sintéticos. Khalid fue investigadora postdoctoral en la Universidad de Oxford, donde trabajó en el grupo de Mark Sansom sobre las relaciones estructura-propiedades de las proteínas de membrana bacterianas.

## Investigación y carrera profesional
Syma se licenció en Química por la Universidad de Warwick en 2000. Permaneció en Warwick para realizar el doctorado bajo la supervisión del profesor P. Mark Rodger. Tras obtener su doctorado en 2003, se trasladó a la Universidad de Oxford como postdoctoranda en el laboratorio del profesor Mark Sansom, para estudiar la relación estructura-función de las proteínas de la membrana externa bacteriana. Durante su trabajo postdoctoral, se interesó por la aplicación de técnicas de simulación molecular a problemas de bionanotecnología. A partir de 2006, recibió financiación del Oxford Bionanotechnology IRC para llevar a cabo varios proyectos en colaboración con grupos experimentales. En 2007, fue nombrada becaria RCUK en biología química en la Facultad de Química de la Universidad de Southampton. En 2010, fue nombrada profesora titular en Southampton. En 2012 fue ascendida a profesora titular. En 2016 fue ascendida a profesora titular. En 2021 fue nombrada catedrática de microbiología computacional en el departamento de bioquímica de la Universidad de Oxford. El tema principal de su investigación es el uso de técnicas computacionales para explorar las relaciones estructura-función de una serie de membranas microbianas y envolturas celulares, con especial atención a las bacterias Gram negativas. Está especialmente interesada en el desarrollo de modelos computacionales que imiten fielmente los sistemas in vivo, en un planteamiento que difiere de los enfoques reduccionistas tradicionales empleados a menudo en las simulaciones biomoleculares.
Syma es la actual presidenta de HECBioSim. Preside el Grupo de Asesoramiento Técnico sobre Inteligencia Artificial e Informática del Instituto Rosalind Franklin.
En 2021 fue galardonada con el premio Suffrage Science. 

## Publicaciones seleccionadas
- Pj, Bond; J, Holyoake; A, Ivetac; S, Khalid; Ms, Sansom (2007 Mar). «Coarse-grained molecular dynamics simulations of membrane proteins and peptides». Journal of structural biology (en inglés) 157 (3). ISSN 1047-8477. PMID 17116404. doi:10.1016/j.jsb.2006.10.004. Consultado el 10 de octubre de 2024.
- Piggot, Thomas J.; Piñeiro, Ángel; Khalid, Syma (13 de noviembre de 2012). «Molecular Dynamics Simulations of Phosphatidylcholine Membranes: A Comparative Force Field Study». Journal of Chemical Theory and Computation 8 (11): 4593-4609. ISSN 1549-9618. PMID 26605617. doi:10.1021/ct3003157. Consultado el 10 de octubre de 2024.
- Scott, Kathryn A.; Bond, Peter J.; Ivetac, Anthony; Chetwynd, Alan P.; Khalid, Syma; Sansom, Mark S. P. (2008-04). «Coarse-grained MD simulations of membrane protein-bilayer self-assembly». Structure (London, England: 1993) 16 (4): 621-630. ISSN 0969-2126. PMID 18400182. doi:10.1016/j.str.2008.01.014. Consultado el 10 de octubre de 2024.